# Kruté století
Kruté století je kniha Adama Drdy a Mikuláše Kroupy, kterou vydal v roce 2008 Radioservis ve spolupráci s Českým rozhlasem.
Jde o knižní podobu výboru z úspěšného rozhlasového cyklu Příběhy 20. století, v rámci kterého jsou prezentovány autentické vzpomínky pamětníků na významných události 20. století. 
Kniha je rozdělena do deseti tematických kapitol, které shrnují osudy vybraných pamětníků pohnutých událostí. 

## Obsah knihy

### Kapitola první - Po zásluze odměněni
Obsahuje příběh generála Tomáše Sedláčka, který  bojoval na východní i západní frontě 2. světové války nebo Jaroslav Grosmana, který bojoval na východní frontě, ale po 2. světové válce se účastnil protikomunistických aktivit jako tzv. agent chodec a stal se politickým vězněm.

### Kapitola druhá - Útěky do gulagu aneb Jak se češou polární medvědi
Příběhy vězňů sovětské tajné služby NKVD a sovětských koncentračních táborů Mikuláše Hulína, Jiřiny Tvrdíkové, Štěpána Antonije nebo Věry Sosnarové. 

### Kapitola třetí - Nesmíte žít
Příběhy žen vězněných nacistických koncentračních táborů (Terezín, Osvětim atd.) Anny Hyndrákové, Anity Frankové aj.

### Kapitola čtvrtá - Český Malín - volyňské Lidice
Výpovědi pamětníků, kteří přežili vypálení a vyvraždění ukrajinské obce Český Malín. Ta byla založená koncem 19. století českými přistěhovalci z Lounska, Žatecka a Rakovnicka a zničena nacisty v červenci 1943.

### Kapitola pátá - Kat zachráněný svou obětí
Životní příběh Karla Vaše –  bývalého československého vojáka, spolupracovníka NKVD, důstojníka vojenské zpravodajské služby OBZ a prokurátora ve vykonstruovaném soudním procesu s generálem Heliodorem Píkou

### Kapitola šestá - Konec vesnických upírů
Příběhy sedláků Bohumila Rajdla a Františka Kopečka během násilné kolektivizace venkova.

### Kapitola sedmá - Životopis mukla
Zdeněk Zelený a další lidé vyšetřovaní StB a zavření v komunistických táborech nucených prací

### Kapitola osmá - Je mi těžko u srdce při pohledu na oblohu s volně plujícími oblaky
Své příběhy vyprávějí Luboš Jednorožec, František Suchý, Josef Koudelka a "Dáša".

### Kapitola devátá - Estébák posedlý „absolutní svobodou“
Příběhy důstojníka komunistické tajné policie Vladimíra Herolda a spolupracovníků Státní bezpečnosti

### Kapitola desátá - Zase doma
Příběhy těch, kteří vše přežili.